# Parlamentswahl in der Türkei 1927

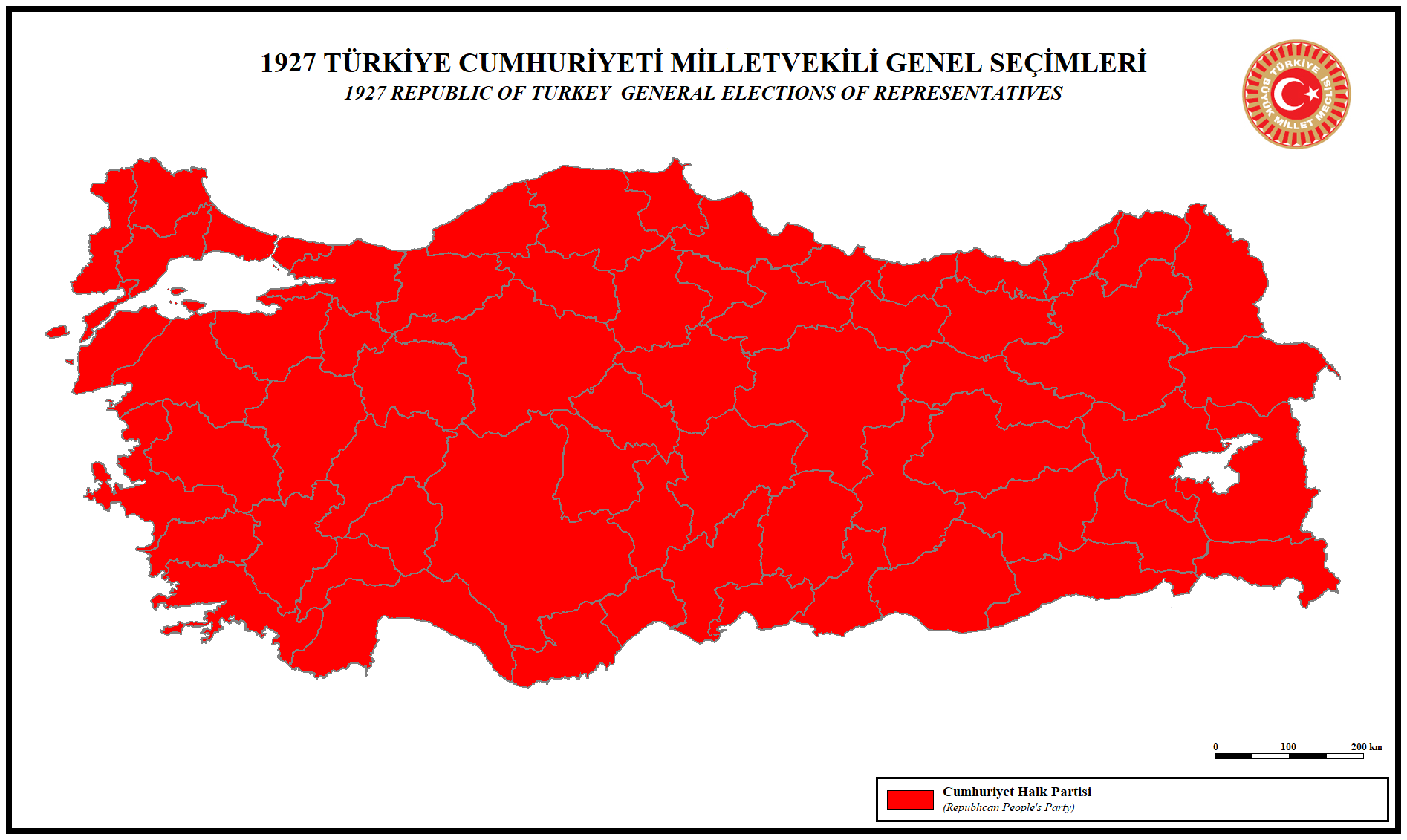

Die Parlamentswahl in der Türkei 1927 war eine allgemeine Wahl, die am 20. Juli 1927 in der Türkei stattfand.
Es war die erste Parlamentswahl nach der Gründung der Republik Türkei durch die große Verfassungsänderung vom 29. Oktober 1923. Zwischen der Ausrufung der Republik im Jahre 1923 und der Parlamentswahl im Jahr 1927 wurde mit der sogenannten kemalistischen Revolution begonnen. Die CHF von Staatsgründer und Parteichef Mustafa Kemal Pascha war dabei die einzige Partei, die zugelassen war, nachdem man sich im Jahr zuvor, 1926, der Opposition mithilfe der Unabhängigkeitsgerichte entledigt hatte, nachdem die Verschwörung von Smyrna aufgedeckt worden war.

## Ergebnis

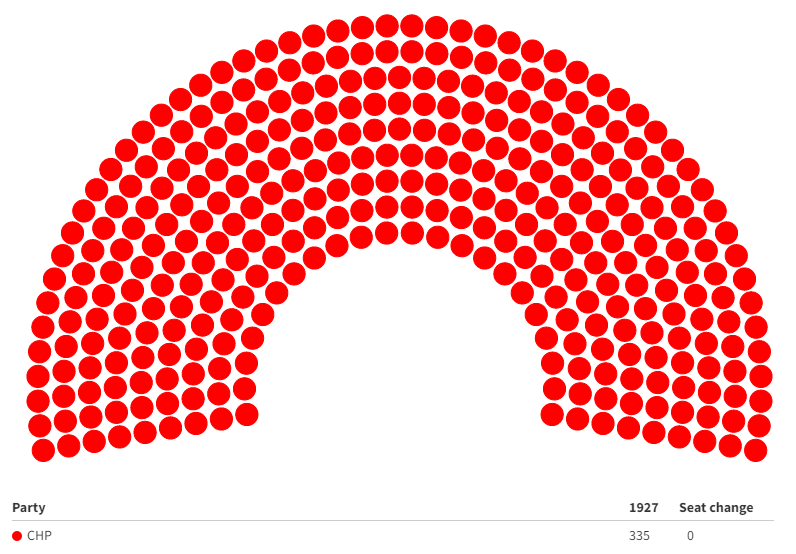
Die Zusammensetzung des türkischen Parlaments TBMM nach den Parlamentswahlen

Die CHF gewann alle 335 Abgeordnetenmandate. Nach der Wahl wählte das Parlament Mustafa Kemal Pascha zum zweiten Male zum Präsidenten der Republik. İsmet İnönü wurde wieder zum Ministerpräsidenten gewählt. Nach der Wahl wurden die Parlamentsmitglieder zum letzten Male vereidigt mit den Worten „bei Gott“. Mit der Verfassungsänderung 1928 wurde die Vereidigungsformel „bei meiner Ehre“ eingeführt.